# گیسلنو سانتونیونه
گیسلنو سانتونیونه (انگلیسی: Gisleno Santunione; ۱۴ آوریل ۱۹۲۴ – ۲۸ سپتامبر ۱۹۹۱) بازیکن فوتبال اهل ایتالیا بود.
از باشگاه‌هایی که در آن بازی کرده‌است می‌توان به باشگاه فوتبال کارپی، باشگاه فوتبال آ.اس. رم، باشگاه فوتبال مودنا، و باشگاه فوتبال چزنا اشاره کرد.